# بوينغ هاربون

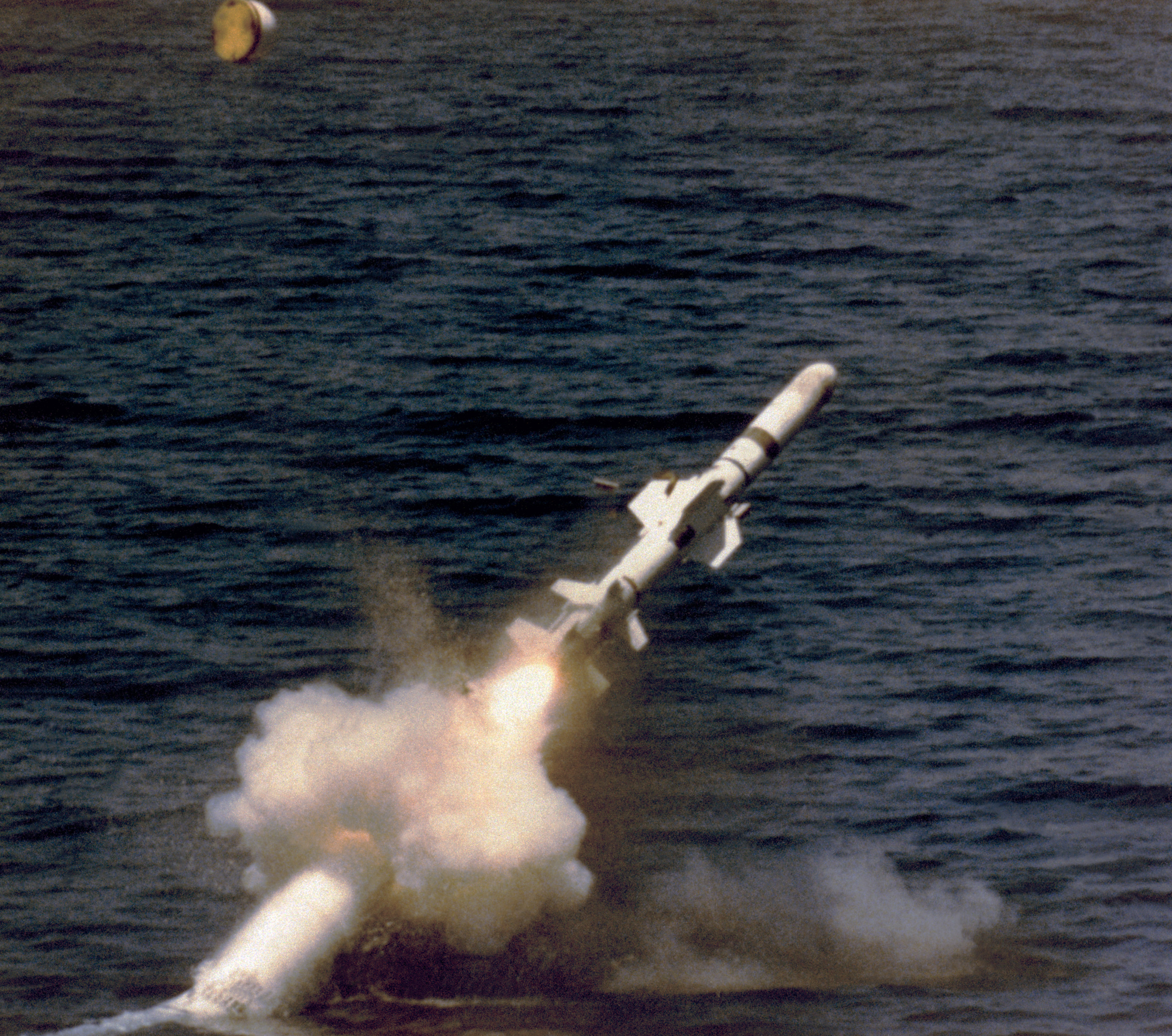
غواصة تطلق صاروخ هاربون

بوينغ هاربون (بالإنجليزية: Harpoon)‏ صاروخ أمريكي مضاد للسفن من إنتاج شركة بوينغ انتج عام 1977 ولا يزال حتى الآن في الخدمة، صنعت منه شركة بوينغ أكثر من 7000 وحدة ويبلغ وزن الصاروخ حوالي 600 كغم والرأس الحربي 200 كغم.

## الفئات
Harpoon Block 1D
صممت هذه الفئة مع خزان وقود أكبر للمسافات البعيدة.
(SLAM ATA (Block 1G
تحت التطوير.
Harpoon Block 1J (نموذج)
كان اقتراح للاستخدام ضد السفن وأيضا الأهداف الأرضية.
Harpoon Block II
هي فئة محسنة مع استهداف أفضل بالأإضافة إلى مضاد إلكتروني
(Electronic countermeasure).
+Harpoon Block II
يشتمل +Block II على مجموعة إرشادات GPS محسنة ورابط بيانات مزود بشبكة يسمح للصاروخ بتلقي تحديثات الاستهداف أثناء الرحلة.
Harpoon Block III(ملغي)
كان الغرض من Harpoon Block III أن يكون له نظام إطلاق أوامر محسن لكن بعد مواجهة زيادة في نطاق التكامل تم إلغاء برنامج Harpoon Block III من قبل البحرية الأمريكية في أبريل 2009.
Harpoon Block II+ ER
مع محرك أكثر كفاءة في استهلاك الوقود مع أدوات تحكم إلكترونية في الوقود بالإضافة إلى نطاق أبعد.
 أستراليا
- القوات الجوية الملكية الأسترالية
- البحرية الملكية الأسترالية

 بلجيكا
- البحرية البلجيكية

 البرازيل
- القوات الجوية البرازيلية

 كندا
- سلاح الجو الملكي الكندي
- البحرية الملكية الكندية

 تشيلي
- بحرية تشيلي
- سلاح الجو التشيلي

 الدنمارك
- القوات البحرية الملكية الدنماركية

 مصر
- القوات الجوية المصرية
- القوات البحرية المصرية

 ألمانيا
- البحرية الألمانية

 اليونان
- البحرية اليونانية

 إيران

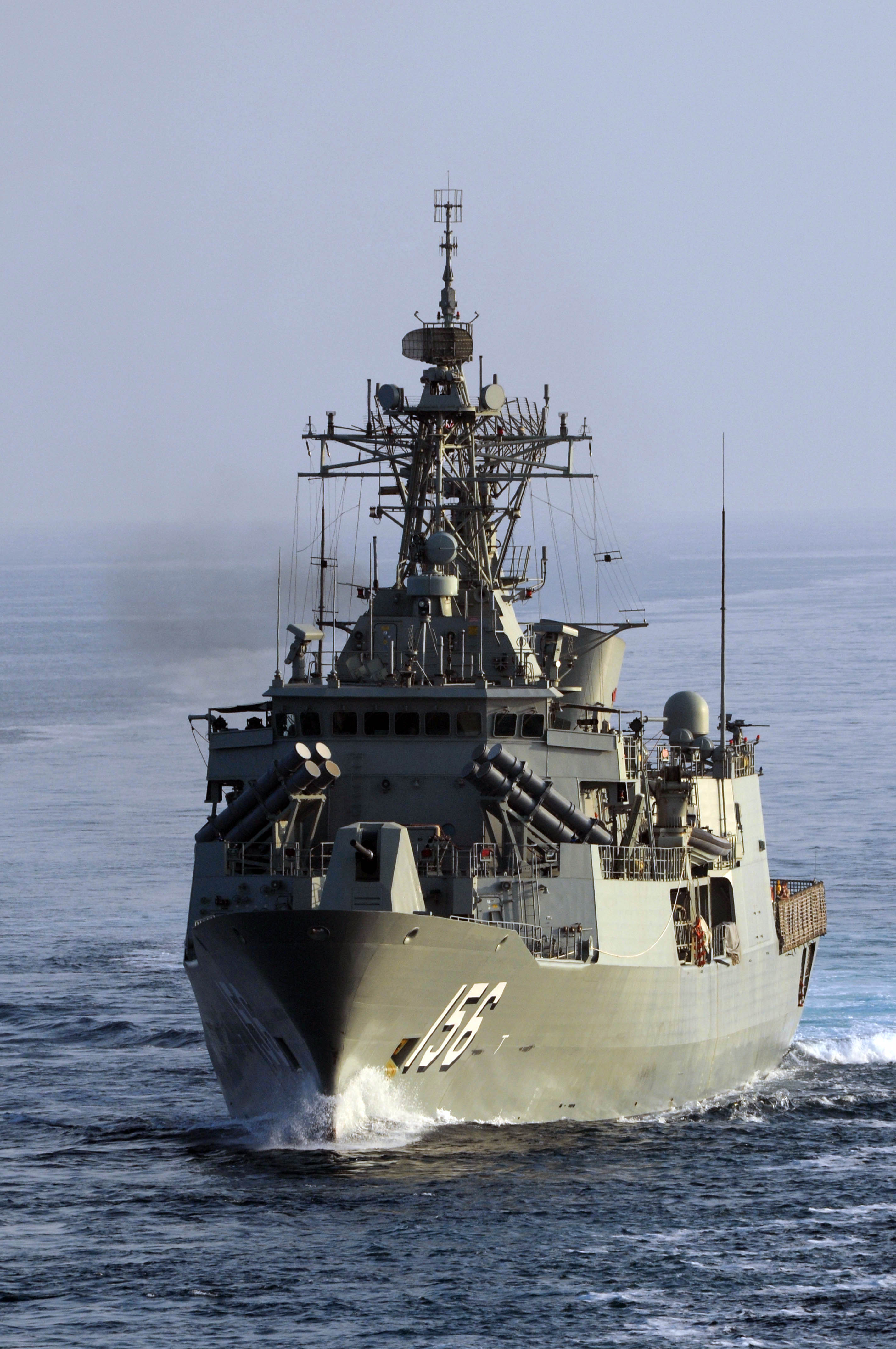
فرقاطة أسترالية مزودة بصواريخ هاربون

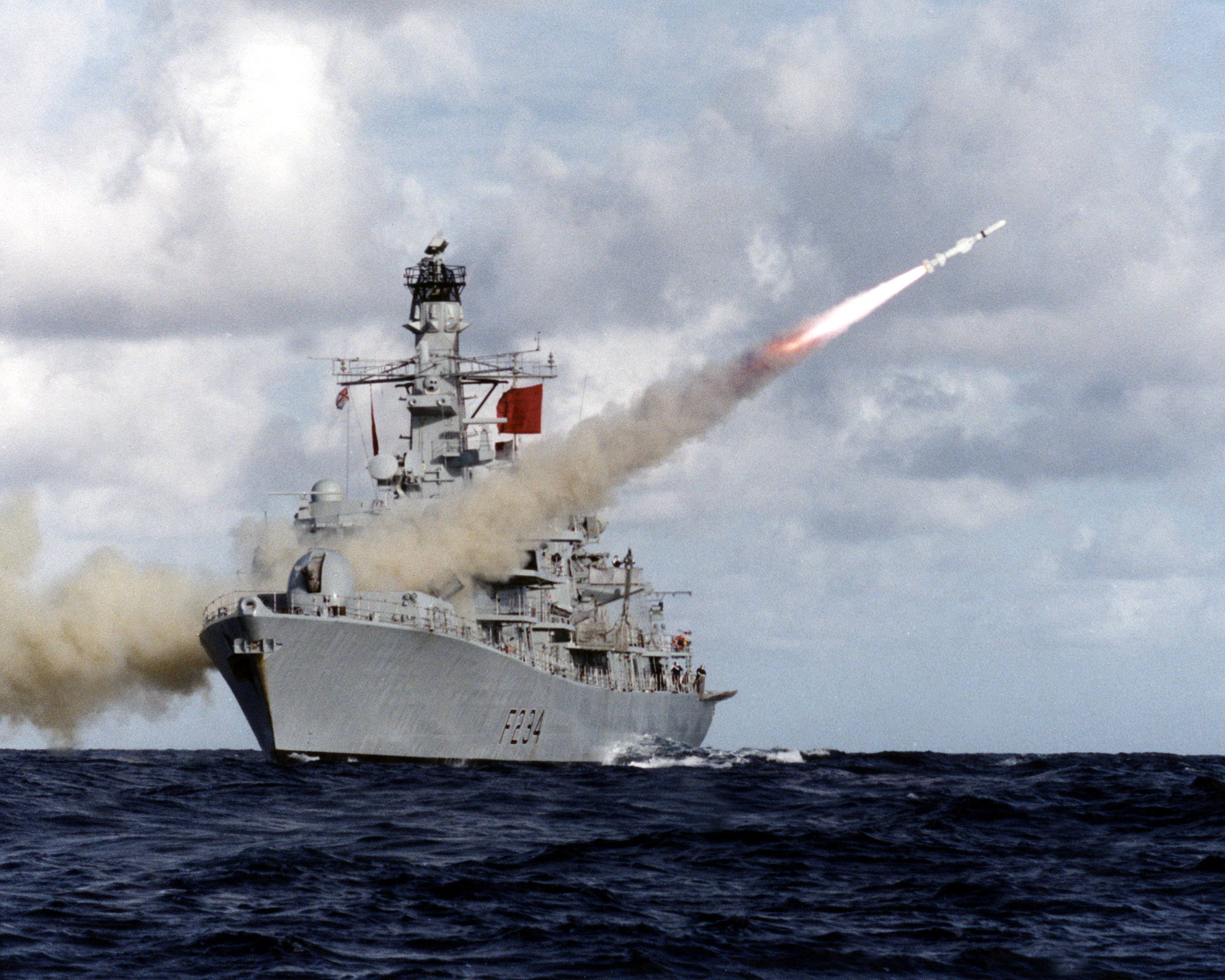
فرقاطة بريطانية (تايب 23)، تطلق صاروخ هاربون

- القوات البحرية الإيرانية (متقاعد تقريبا، معظمه تم استبداله بصواريخ خ-35 كياك الروسية وصواريخ سي-802 الصينية.

 إسرائيل
- القوات الجوية الإسرائيلية
- سلاح البحرية الإسرائيلي

 الهند
- البحرية الهندية
- القوات الجوية الهندية

 اليابان
- قوة الدفاع الذاتي البحرية اليابانية

 كوريا الجنوبية
- سلاح الجو الكوري الجنوبي
- بحرية جمهورية كوريا

 ماليزيا
- القوات المسلحة الماليزية

 المكسيك
- البحرية المكسيكية

 هولندا
- البحرية الملكية الهولندية

 باكستان
- البحرية الباكستانية

 بولندا
- البحرية البولندية

 البرتغال
- القوات البحرية البرتغالية

 السعودية
- القوات البحرية الملكية السعودية

 سنغافورة
- القوات الجوية السنغافورية
- البحرية السنغافورية

 إسبانيا
- القوات الجوية الإسبانية
- البحرية الإسبانية

 تايوان
- القوات الجوية التايوانية
- البحرية التايوانية

 تايلاند
- البحرية الملكية التايلاندية

 تركيا
- القوات الجوية التركية
- البحرية التركية

 الإمارات العربية المتحدة
 المملكة المتحدة
- البحرية الملكية البريطانية
- سلاح الجو الملكي (متقاعد)

 الولايات المتحدة
- القوات الجوية الأمريكية
- بحرية الولايات المتحدة
- حرس السواحل الأمريكي(متقاعد)

 المغرب
- البحرية الملكية المغربية